# ریوکان (مسافرخانه)

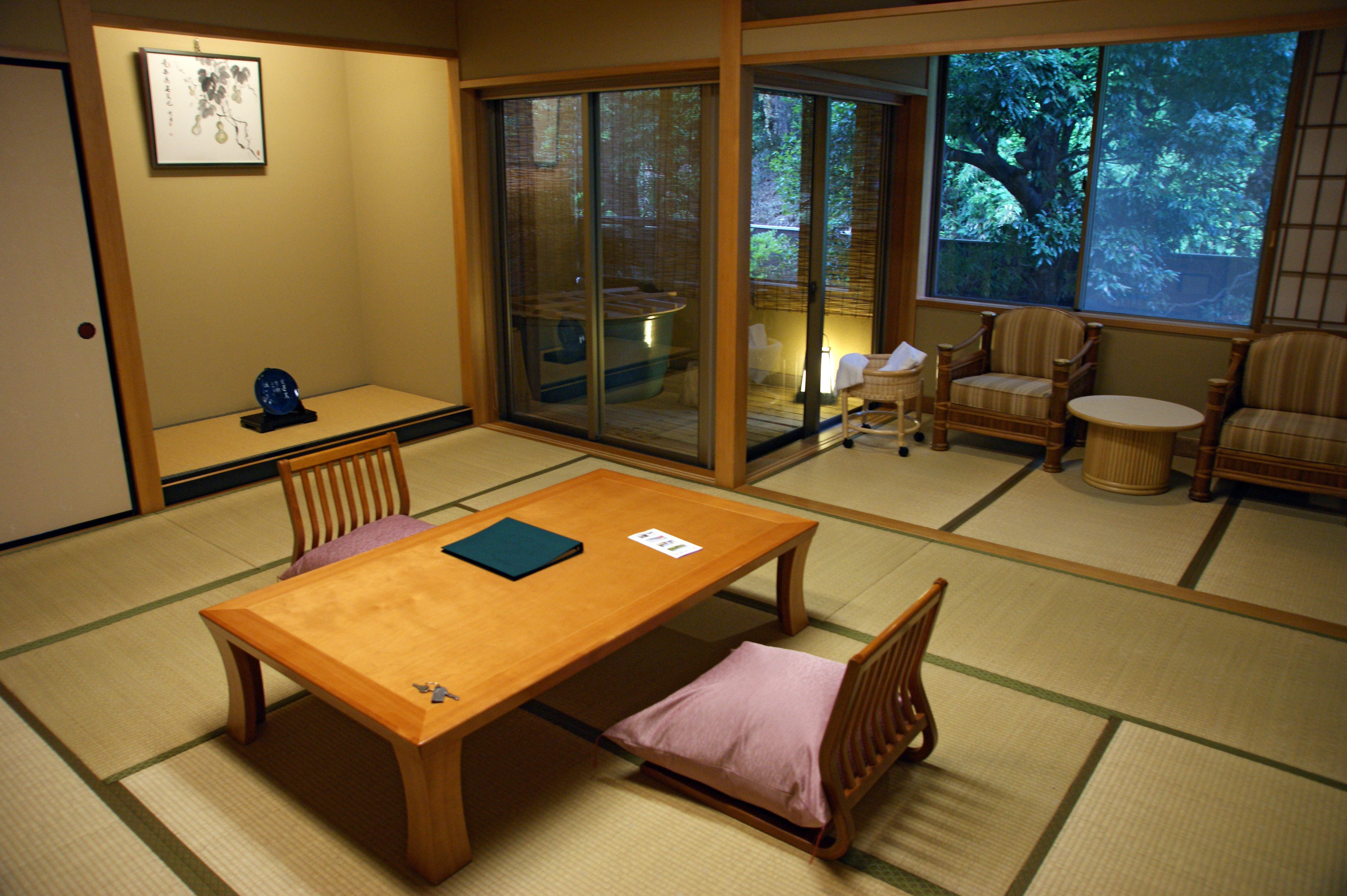
داخل یک اتاق در ریوکان

ریوکان یا مسافرخانهٔ ژاپنی (به ژاپنی: 旅館 Ryokan) نوعی مکان مسکونی اجاره‌ای است که ساختار ژاپنی دارد و معمولاً برای مدت کوتاه به افراد اجاره داده می‌شود. ریوکان‌ها عموماً در مناطق سیاحتی یا اطراف چشمه‌های آبگرم ساخته می‌شوند اما ریوکان‌هایی نیز در اطراف ایستگاه‌های قطار شهرهای بزرگ، برای مسافران کاری یا تحصیلی وجود دارد.

## نگارخانه

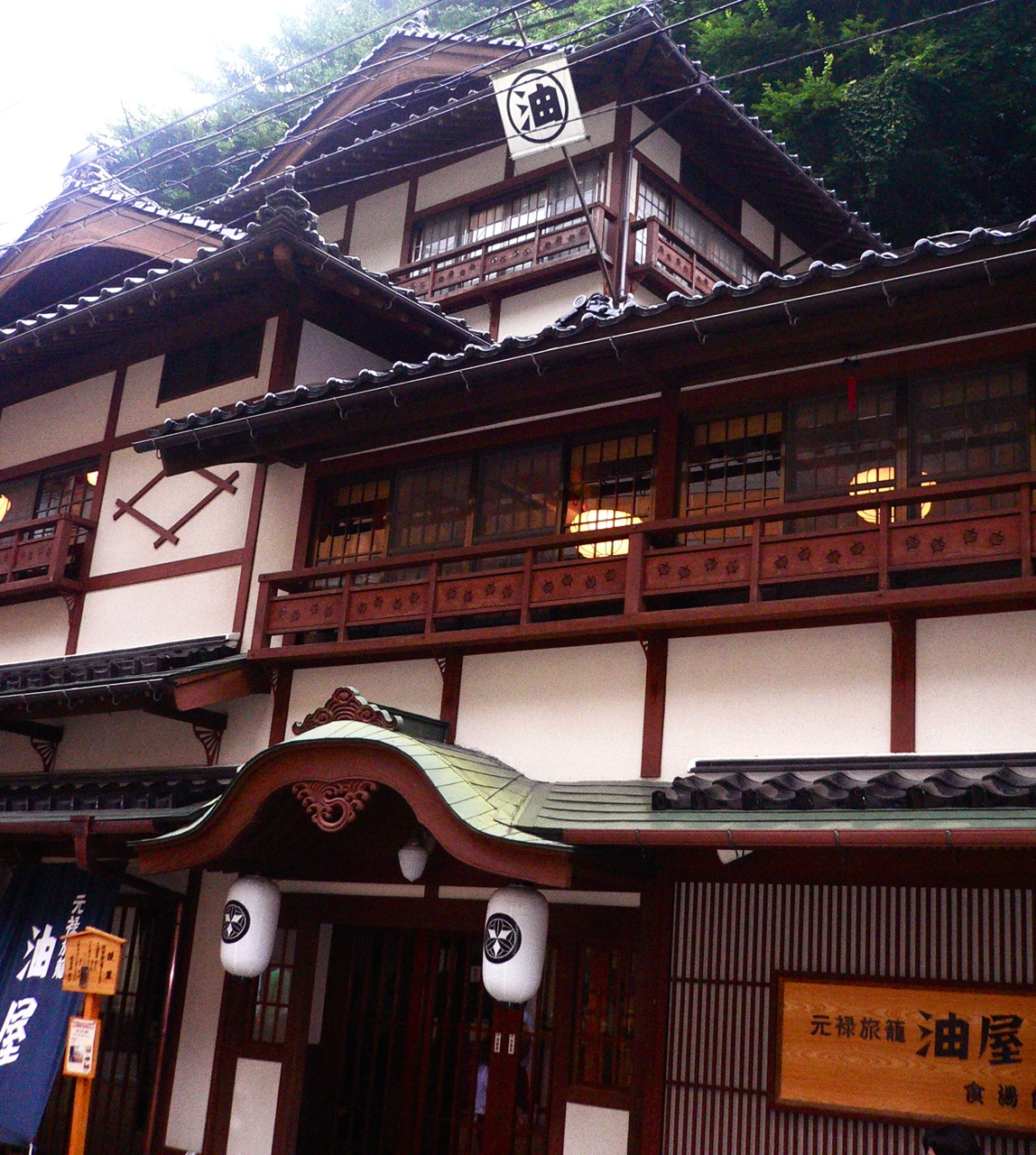
نمای خارجی یک ریوکان
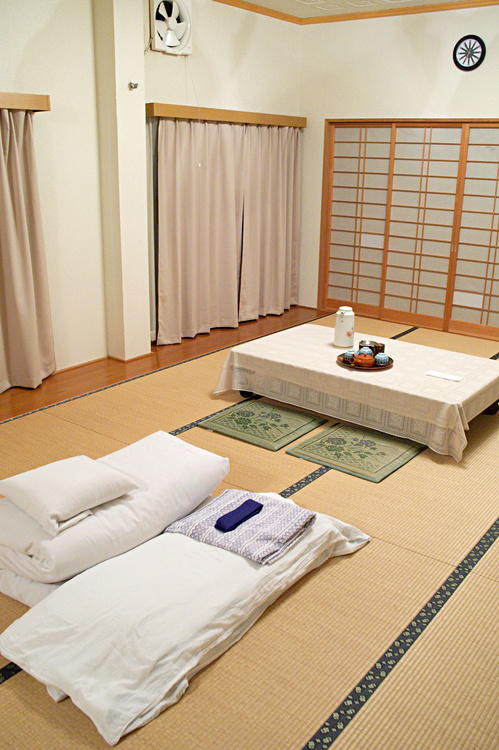
داخل یک ریوکان